# Gustavo Gouveia
Gustavo Fuchs Campos Gouveia (Recife, 23 de julho de 1984) é um empresário e político brasileiro. É deputado estadual de Pernambuco pelo SD.

## Biografia
Iniciou na política com a candidatura para vereador no município de Paudalho, em 2012, assumindo a vaga após um vereador perder o cargo eletivo por infidelidade partidária (em razão de desfiliação sem justa causa). Em 2017, assumiu a secretaria de Obras e Serviços Públicos no município de Paudalho, cargo que ocupou durante um ano e quatro meses. 
Foi eleito para o primeiro mandato como deputado estadual de Pernambuco nas eleições de 2018, com 50.058 votos.
Em 2022, foi reeleito com 66.110 votos.